# 安吐龍屬
安吐龍屬（學名：Amtosaurus）是鳥臀目恐龍的一屬，生存於白堊紀晚期的蒙古。安吐龍是在1978年被敘述、命名是根據一個頭顱骨化石碎片而命名的恐龍。安吐龍的化石是發現於蒙古的Bayanshiree Svita地層，地質年代估計是在白堊紀的森諾曼階至桑托階。安吐龍原先被認為是甲龍科恐龍，但也具有鴨嘴龍科的特徵。但是化石過於破碎，只能將牠們歸類於鳥臀目的位置未定屬。所以，有學者認為安吐龍是一個疑名。另一個種稱為「A. archibaldi」，已在2004年被命名為「Bissektipelta」，是甲龍科下的一個有效屬。